# 즈다니우카
즈다니우카(우크라이나어: Жданівка, 러시아어: Ждановка)는 우크라이나 도네츠크주의 도시이다. 인구는 2013년 기준 12,352명이다.
2014년 4월 중순 돈바스 전쟁 시기 친러시아 반정부군이 도시를 장악했으나, 2014년 8월 16일 우크라이나 정부군이 다시 탈환하였다.

## 민족 구성
2001년 우크라이나 인구 조사에서 밝혀진 지표는 다음과 같다.
- 러시아인 : 88.05%
- 우크라이나인 : 10.94%
- 아르메니아인 : 0.35%
- 벨라루스인 : 0.29%